# Gravity (álbum de Our Lady Peace)
Gravity es el quinto álbum de la banda Our Lady Peace. Fue lanzado el 18 de junio de 2002 por Columbia Records en Norteamérica. El álbum se convirtió en un éxito en todo el mundo, trazando encarecidamente tanto en Canadá y los EE. UU. con los sencillos de éxito "Somewhere Out There" y "Innocent". Además fue su primer álbum para ofrecer nuevo guitarrista, Steve Mazur, quien reemplazó a Mike Turner después de la salida de este último en diciembre de 2001. Turner aparece en la mitad de las canciones del álbum, las partes sin embargo, después de haber grabado para varias canciones en el álbum antes de su partida.

## Lista de canciones
| N.º | Título                 | Composer(s)                                 | Duración |  |
| 1.  | «All For You»          | Maida/Taggart/Coutts/[Jamie] Edwards/Turner | 4:14     |  |
| 2.  | «Do You Like It»       | Maida                                       | 3:58     |  |
| 3.  | «Somewhere Out There»  | Maida                                       | 4:11     |  |
| 4.  | «Innocent»             | Maida                                       | 3:42     |  |
| 5.  | «Made of Steel»        | Maida                                       | 3:41     |  |
| 6.  | «Not Enough»           | Maida                                       | 4:33     |  |
| 7.  | «Sell My Soul»         | Maida                                       | 4:20     |  |
| 8.  | «Sorry»                | Maida                                       | 3:18     |  |
| 9.  | «Bring Back the Sun»   | Maida/Taggart/Coutts/Edwards/Turner         | 5:11     |  |
| 10. | «A Story About a Girl» | Maida/Taggart/Coutts/Edwards/Turner         | 4:18     |  |

## Posicionamiento
| Listas (2002)                        | Posición |
| ------------------------------------ | -------- |
| Estados Unidos - Billboard 200       | 9        |
| Estados Unidos - Top Internet Albums | 9        |
| Canadá - Canadian Albums Chart       | 2        |

## Personal
- Duncan Coutts - guitarra
- Jamie Edwards - teclados, guitarras, arreglos de cuerda
- Raine Maida - voces
- Steve Mazur - guitarras
- Jeremy Taggart - tambores
- Mike Turner - guitarra rítmica en "All For You", "Innocent", "Sorry", "Bring Back the Sun", y "A Story About a Girl"